# Eduard Strauss
Eduard Strauss (Viena, 15 de marzo de 1835-ib., 28 de diciembre de 1916) fue un compositor austríaco. Junto con sus hermanos Johann Strauss II y Josef Strauss formaron el corazón de la dinastía musical Strauss. La familia dominó la música ligera vienesa por décadas, creando muchas obras, tanto valses como polcas para nobles austríacos y para amantes de la música de baile alrededor de Europa. En su familia le llamaban afectivamente Edi.

## Biografía
Nació en Leopoldstadt (Viena) el 15 de marzo de 1835 y falleció en Viena el 28 de diciembre de 1916.
Su estilo fue singular y no se influenció de las obras de sus otros hermanos o sus contemporáneos. Pero primeramente fue más recordado y reconocido como director de música de danza que como compositor en la familia Strauss. Selló su marca propia con la polca rápida, conocida en alemán como polka-schnell.
Entre las más populares polkas que escribió para la Orquesta Strauss, que él continuó dirigiendo hasta su disolución el 13 de febrero de 1901, están Bahn Frei (op. 45), Ausser Rand und Band (op. 168), y Ohne Bremse (op. 238). También tuvo tiempo para escribir unos pocos valses románticos, de los cuales un puñado de ellos sobrevivieron a la oscuridad. El más famoso sea probablemente el Doctrinen op. 79.
Su carrera musical no sólo rivalizó con la de sus hermanos, sino también con la del compositor de música de baile y maestro de banda militar Karl Michael Ziehrer, quien además formó una orquesta llamada "Formerly Eduard Strauss Orchestra" (Antiguamente Orquesta Eduard Strauss) que comenzó a dar conciertos en Viena bajo este nuevo título.
Eduard Strauss le inició una acción legal ante la Justicia por indecoroso y por el uso indebido de su nombre a pesar de que en Viena, Ziehrer pudo sobrepasar finalmente en popularidad a la familia Strauss, particularmente después de la muerte de sus más talentosos hermanos, Johann Strauss II y Josef Strauss. La rivalidad se extendió hasta la disolución de la Orquesta de Strauss.
Eduard se casó con Maria Klenkhart el 8 de enero de 1863 y tuvo dos hijos, el compositor Johann Strauss III y Josef Eduard Strauss.
Eduard Strauss se comprometió en la gira final de su carrera musical en Estados Unidos en 1899 y ya en 1901, disolvió la Orquesta Strauss tras la muerte de su hermano Johann y por tener algunos problemas familiares. De regreso a Viena, se retiró a la vida privada, donde murió el 28 de diciembre de 1916. Durante los últimos años se dedicó a escribir las memorias familiares que tituló Erinnerungen, en 1906.

## Obra (Selección)
- Ideal op. 1 polka-francesa (2002)
- Bahn Frei! op. 45 (¡Limpia la pista!), Polka-rápida
- In Künstlerkreisen op. 47 (En círculos artísticos), polka-francesa
- Mit Dampf! op. 70 (¡Con vapor!), polka-rápida
- Auf und Davon! op. 73 (¡Arriba y adelante!), polka-rápida
- Fesche Geister op. 75 (Espíritu fresco), vals
- Doctrinen op. 79 (Doctrinas), vals
- Interpretationen op. 97 (Interpretaciones), vals
- Ohne Aufenthalt op. 112 (¡Sin paradas!), polka-rápida
- Carmen-Quadrille op. 134 (con temas de Carmen de Georges Bizet)
- Das Leben ist doch Schön op. 150 (La vida es tan hermosa), vals
- Leuchtkäferln waltz op. 161 vals
- Krone und Schleier op. 200 (Corona y velo), vals
- Mit Chic! op. 221 (¡Con estilo!), polka-rápida
- Mit Vergnügen! op. 228 (¡Con placer!), polka-rápida
- Ohne Bremse op. 238 (Sin frenos), polka-rápida
- Blüthenkranz Johann Strauss'scher Walzer in Chronologischer Reihenfolge von 1844 bis auf die Neuzeit (Bouquet de Johann Strauss Valses en orden cronológico desde 1844 a la actualidad), 1894.

### Obras colectivas
- Trifoilen waltz (vals trifles) (con Johann II y Josef Strauss) (1865)
- Schützen quadrille (sharpshooter) (con Johann II y Josef Strauss) (1866)

## Órdenes
- Caballero de la orden imperial de Francisco José.[1]
- Comendador de la orden de Carlos III.[1]
- Oficial de la orden imperial de la Rosa.[1]